# 2021-es UCI Women’s World Tour
A 2021-es UCI Women’s World Tour egy versenysorozat volt, mely 18 országútikerékpár-versenyt foglalt magában a 2021-es női kerékpáros szezonban. Ez volt a Nemzetközi Kerékpáros-szövetség (UCI) által 2016-ban létrehozott UCI Women’s World Tour hatodik kiírása.

## Csapatok
| UCI Women’s WorldTeam csapatok (9)- Alé BTC Ljubljana - Canyon-SRAM Racing - FDJ-Nouvelle Aquitaine-Futuroscope - Team BikeExchange - Liv Racing - Movistar Team - Team DSM - SD Worx - Trek-Segafredo |
| |

## Versenyek
| jan. 30.                  | 1  | Deakin University Elite Women’s Road Race | törölve                               |
| márc. 6.                  | 2  | női Strade Bianche                        | Chantal van den Broek-Blaak (SD Worx) |
| márc. 21.                 | 3  | Trofeo Alfredo Binda                      | Elisa Longo Borghini (Trek-Segafredo) |
| márc. 25.                 | 4  | Classic Brugge–De Panne                   | Grace Brown (Team BikeExchange)       |
| márc. 28.                 | 5  | női Gent–Wevelgem                         | Marianne Vos (Jumbo-Visma Women Team) |
| ápr. 4.                   | 6  | női flandriai körverseny                  | Annemiek van Vleuten (Movistar Team)  |
| ápr. 18.                  | 7  | női Amstel Gold Race                      | Marianne Vos (Jumbo-Visma Women Team) |
| ápr. 21.                  | 8  | női La Flèche Wallonne                    | Anna van der Breggen (SD Worx)        |
| ápr. 25.                  | 9  | női Liège–Bastogne–Liège                  | Demi Vollering (SD Worx)              |
| 2021. május 14. – 16.     | 10 | Itzulia Women                             | törölve                               |
| 2021. május 20. – 23.     | 11 | Vuelta a Burgos Feminas                   | Anna van der Breggen (SD Worx)        |
| máj. 30.                  | 12 | RideLondon Classique                      | törölve                               |
| jún. 26.                  | 13 | La Course by Le Tour de France            | Demi Vollering (SD Worx)              |
| júl. 31.                  | 14 | Donostia San Sebastian Klasikoa           | Annemiek van Vleuten (Movistar Team)  |
| aug. 7.                   | 15 | Open de Suède Vårgårda TTT                | törölve                               |
| aug. 8.                   | 16 | Open de Suède Vårgårda RR                 | törölve                               |
| 2021. augusztus 12. – 15. | 17 | Ladies Tour of Norway                     | Annemiek van Vleuten (Movistar Team)  |
| 2021. augusztus 24. – 29. | 18 | Simac Ladies Tour                         | Chantal van den Broek-Blaak (SD Worx) |
| aug. 30.                  | 19 | Classic Lorient Agglomération             | Elisa Longo Borghini (Trek-Segafredo) |
| 2021. szeptember 2. – 5.  | 20 | La Vuelta Femenina                        | Annemiek van Vleuten (Movistar Team)  |
| okt. 2.                   | 21 | női Párizs–Roubaix                        | Lizzie Deignan (Trek-Segafredo)       |
| 2021. október 4. – 9.     | 22 | The Women's Tour                          | Demi Vollering (SD Worx)              |
| 2021. október 14. – 16.   | 23 | Csungming-szigeti körverseny              | törölve                               |
| okt. 19.                  | 24 | női kuanghszi körverseny                  | törölve                               |
| okt. 23.                  | 25 | női Ronde van Drenthe                     | Lorena Wiebes (Team DSM)              |

## Eredmények

### Egyéni összetett
| Pontverseny | Pontverseny                 | Pontverseny                        | Pontverseny | Pontverseny |
| Versenyző   | Versenyző                   | Csapat                             | Pont        |             |
| ----------- | --------------------------- | ---------------------------------- | ----------- | ----------- |
| 1.          | Annemiek van Vleuten        | Movistar Team                      | 3177 pont   |             |
| 2.          | Demi Vollering              | SD Worx                            | 2563 pont   |             |
| 3.          | Elisa Longo Borghini        | Trek-Segafredo                     | 2509 pont   |             |
| 4.          | Marianne Vos                | Jumbo-Visma Women Team             | 2477 pont   |             |
| 5.          | Cecilie Uttrup Ludwig       | FDJ-Nouvelle Aquitaine-Futuroscope | 1692 pont   |             |
| 6.          | Anna van der Breggen        | SD Worx                            | 1640 pont   |             |
| 7.          | Katarzyna Niewiadoma        | Canyon-SRAM Racing                 | 1463 pont   |             |
| 8.          | Marlen Reusser              | Alé BTC Ljubljana                  | 1275 pont   |             |
| 9.          | Chantal van den Broek-Blaak | SD Worx                            | 1091 pont   |             |
| 10.         | Grace Brown                 | Team BikeExchange                  | 1066 pont   |             |

### Csapat
| Csapatverseny | Csapatverseny                      | Csapatverseny | Csapatverseny |
| Csapat        | Csapat                             | Pont          |               |
| ------------- | ---------------------------------- | ------------- | ------------- |
| 1.            | SD Worx                            | 8572 pont     |               |
| 2.            | Trek-Segafredo                     | 5263 pont     |               |
| 3.            | Movistar Team                      | 5043 pont     |               |
| 4.            | FDJ-Nouvelle Aquitaine-Futuroscope | 3957 pont     |               |
| 5.            | Team DSM                           | 3684 pont     |               |
| 6.            | Canyon-SRAM Racing                 | 3388 pont     |               |
| 7.            | Alé BTC Ljubljana                  | 3364 pont     |               |
| 8.            | Jumbo-Visma                        | 3319 pont     |               |
| 9.            | Liv Racing                         | 3226 pont     |               |
| 10.           | Team BikeExchange                  | 2267 pont     |               |

## Fordítás
- Ez a szócikk részben vagy egészben  a(z)   2021 UCI Women's World Tour című angol Wikipédia-szócikk ezen változatának fordításán alapul.  Az eredeti cikk szerkesztőit annak laptörténete sorolja fel. Ez a jelzés csupán a megfogalmazás eredetét és a szerzői jogokat jelzi, nem szolgál a cikkben szereplő információk forrásmegjelöléseként.